# La Cuarta Manzana, Tula de Allende
La Cuarta Manzana är en ort i Mexiko.   Den ligger i kommunen Tula de Allende och delstaten Hidalgo, i den sydöstra delen av landet, 80 km norr om huvudstaden Mexico City. La Cuarta Manzana ligger 2 265 meter över havet och antalet invånare är 474.
Terrängen runt La Cuarta Manzana är kuperad norrut, men söderut är den platt. Runt La Cuarta Manzana är det ganska tätbefolkat, med 179 invånare per kvadratkilometer. Närmaste större samhälle är Tula de Allende, 15,8 km sydost om La Cuarta Manzana. I omgivningarna runt La Cuarta Manzana växer huvudsakligen savannskog.